# Cadre stratégique permanent
Le Cadre stratégique permanent (CSP), ou Cadre stratégique permanent pour la paix, la sécurité et le développement (CSP-PSD), rebaptisé en avril 2024  Cadre stratégique pour la défense du peuple de l'Azawad (CSP-DPA), est une coalition de mouvements politiques et militaires du nord du Mali, formée le 6 mai 2021. Elle réunit initialement la Coordination des mouvements de l'Azawad (CMA) — incluant le Mouvement national pour la libération de l'Azawad (MNLA), le Haut conseil pour l'unité de l'Azawad (HCUA), et une partie du Mouvement arabe de l'Azawad — et la Plateforme des mouvements du 14 juin 2014 d'Alger, cependant les mouvements de la Plateforme quittent le CSP en septembre 2023.
Le CSP est dissous le 30 novembre 2024 pour former un nouveau groupe, le Front de libération de l'Azawad (FLA).

## Histoire

### Fondation par la CMA et la Plateforme
Après des affrontements les ayant opposés dans les années 2010, la Coordination des mouvements de l'Azawad (CMA) et la Plateforme des mouvements du 14 juin 2014 d'Alger cherchent à marquer leur réconciliation dans le cadre de l'application de l'accord d'Alger. L'annonce est faite le 6 mai 2021, après deux jours de discussion à Rome. La nouvelle coalition annonce alors que constatant « la détérioration de la situation sécuritaire au Sahel en général et au Mali en particulier, singulièrement dans les régions du Nord/Azawad du Mali », elle se fixe pour objectif de « concrétiser la mise en synergie des efforts en faveur de la mise en œuvre diligente de l'Accord pour la paix et la réconciliation au Mali issu du processus d'Alger » et « d'opérationnaliser les mécanismes conjoints de lutte contre l'insécurité sous toutes ses formes afin de garantir la libre circulation des personnes et de leurs biens ».

### Reprise de la lutte armée en 2023
Les tensions entre les groupes du CSP et la junte malienne s'accroissent à l'été 2023. La nuit du 4 au 5 août 2023, un poste de la CMA est attaqué à Foïta, près de Léré. La CMA affirme déplorer la mort de deux de ses combattants et accuse l'armée malienne et le Groupe Wagner d'être responsable de l'attaque. La junte malienne n'adresse aucune réponse. Dans les jours qui suivent, les représentants de la CMA quittent Bamako. Les 11 et 12 août, deux combats ont lieu près de Ber, impliquant l'armée malienne, le Groupe Wagner, le Groupe de soutien à l'islam et aux musulmans et la CMA. Les militaires maliens et les mercenaires russes investissent le camp militaire de Ber, qui est évacué par les casques bleus.
L'escalade se poursuit le semaines suivantes. Le 8 septembre, le GATIA dénonce le bombardement de l'une de ses bases par un hélicoptère de l'armée malienne à Afawlawlaw, près de Gao. Le lendemain, la CMA revendique la destruction d'un avion Soukhoï Su-25 de l'armée malienne à Tinaouke, au nord de Gao. L'armée malienne reconnait la perte de l'appareil mais évoque des « problèmes techniques ». 
Le 10 septembre 2023, le CSP accuse la junte et le groupe Wagner de « multiples ruptures du cessez-le-feu » et annonce « adopter dorénavant toutes les mesures de légitimes défense contre les forces de la junte sur l'ensemble du territoire de l'Azawad ». Le 12 septembre, la CMA se déclare « en temps de guerre » avec la junte. Dans les jours qui suivent, le CSP revendique plusieurs attaques contre l'armée malienne et Wagner.

### Scissions et retrait de la Plateforme
Le 24 septembre 2023, le Mouvement pour le salut de l'Azawad (MSA), dirigé par Moussa Ag Acharatoumane, annonce qu'il se retire du CSP, regrettant la « déclaration non consensuelle du CSP-PSD en date du 10 septembre 2023, par laquelle il engage un conflit armé contre les Forces Armées Maliennes ». Le 26 septembre, la Plateforme des mouvements du 14 juin 2014 d'Alger annonce à son tour qu'elle se retire du CSP. Elle condamne à cette occasion les attaques contre l'armée malienne et exprime un soutien « sans faille » au gouvernement. Le Groupe autodéfense touareg Imghad et alliés (GATIA) se divise cependant entre une aile intégrée au CSP, dirigée par Fahad Ag Almahmoud, et une aile favorable à la junte, dirigée par El Hadj Ag Gamou.
En avril 2024, le Cadre stratégique permanent pour la paix, la sécurité et le développement (CSP-PSD) change de nom devient le Cadre stratégique pour la défense du peuple de l’Azawad (CSP-DPA). Bilal Ag Acherif, le dirigeant du MNLA, en prend la tête. Le 2 mai, le CSP annonce que son objectif est d'obtenir « un statut politique et juridique » pour l'Azawad, c'est-à-dire « l'indépendance ou l'autonomie au sein du Mali ». 

### Combats contre l'État malien et le Groupe Wagner
En septembre 2023, les rebelles du CSP lancent une série de raids contre les camps militaires maliens. Ils attaquent ainsi Bourem le 12 septembre, Léré le 17 septembre, Dioura (en) le 28 septembre, Bamba le 1er octobre et Taoussa le 4 octobre. Plusieurs de ces camps militaires sont pris et pillés par les rebelles, qui raflent armes, munitions et véhicules .
Le 2 octobre, une colonne de l'armée malienne et du Groupe Wagner sort de la ville de Gao se porte en direction du nord, vers la région de Kidal. Après plusieurs combats, elles parvient à prendre Anéfis le 7 octobre, Kidal le 14 novembre et Aguel'hoc le 20 décembre.
Le 25 juillet, le Groupe Wagner et l'armée malienne se atteignent la petite ville de Tinzawatène, mais elles sont repoussées par le CSP-DPA après trois jours de combats et laissent des dizaines de morts ou de prisonniers sur le terrain.

### Dissolution
Le 30 novembre 2024, le CSP annonce sa dissolution pour former un nouveau groupe, le Front de libération de l'Azawad (FLA).

## Soutiens et alliances

### Ukraine
Le 29 juillet 2024, deux jours après la bataille de Tinzawatène, la Direction générale du renseignement ukrainien, dirigée par Kyrylo Boudanov, affirme avoir fourni une assistance aux rebelles de l'Azawad dans leur combat contre les mercenaires du groupe Wagner,,. Selon le Kyiv Post, Andriy Ioussov (en) déclare que « les rebelles ont reçu les informations nécessaires, qui ont permis une opération militaire réussie contre les criminels de guerre russes. [...] Nous ne discuterons pas des détails au cours de la réunion. moment, mais il y aura plus à venir ». Certains rebelles proposent également de remettre les prisonniers russes à l'Ukraine « en signe de soutien et de solidarité ».
Pour le journaliste Wassim Nasr : « Des tentatives de prise de contact entre des groupes armés du nord du Mali et des membres de l'armée ukrainienne ont eu lieu. Ces contacts ont abouti à une légère aide matérielle et quelques formations en Ukraine, ce qui a permis notamment aux rebelles du CSP d'utiliser des drones légers portant de petites charges explosives, mais ce n’est pas ce qui a été le plus déterminant pour la bataille du 27 juillet ». 
Ces informations sont confirmées par le journal Le Monde. Selon les journalistes Benjamin Roger et Emmanuel Grynszpan, le rapprochement entre l'Ukraine et CSP s'accélère après la prise de Kidal en novembre 2023 et la coopération opérationnelle entre le renseignement militaire ukrainien et les rebelles touaregs démarre début 2024. Plusieurs membres du CSP se rendent alors en Ukraine via la Mauritanie afin d'être formés à la fabrication et au maniement de petits drones équipés de charges explosives. En mars 2024, deux ou trois instructeurs ukrainiens se rendent ensuite au Mali, dans la région de Taoudénit,. 
À la suite de ces déclarations, le Mali et le Niger annoncent rompre leurs relations diplomatiques avec l'Ukraine,.

### Rebelles nigériens
Entre le 25 et le 29 août 2024, le CSP accueille à Tinzawatène une délégation des rebelles nigériens du Front Patriotique de Libération (FPL), dirigé par Barak Taher Hamit. Les deux mouvements entament alors un rapprochement en vue de se porter mutuellement assistance contre les juntes maliennes et nigériennes,.